# LPAR2
El receptor 2 del ácido lisofosfatídico también conocido como LPA 2 es una proteína que en los seres humanos está codificada por el gen LPAR2 . El LPA 2 es un receptor acoplado a proteína G que se une a la molécula de señalización lipídica del ácido lisofosfatídico (LPA).

## Función
Este gen codifica un miembro de la familia I de receptores acoplados a proteína G, así como la familia de proteínas EDG. Esta proteína funciona como un receptor de ácido lisofosfatídico (LPA) y contribuye a la movilización de Ca2 +, una respuesta celular crítica al LPA en las células, a través de la asociación con las proteínas Gi y Gq.

## Interacciones
Se ha demostrado que LPAR2 interactúa con TRIP6 .